# Kostantinovskij
Konstantinovskij (in russo: Константиновский) è una cittadina della Russia europea centrale, situata nella oblast' di Jaroslavl'; appartiene amministrativamente al rajon Tutaevskij.
Sorge nella parte centrale della oblast', sulla sponda destra del Volga presso la confluenza in esso del piccolo affluente Pečegda.